# Hexactinella rugosa
Hexactinella rugosa är en svampdjursart som beskrevs av Isao Ijima 1927. Hexactinella rugosa ingår i släktet Hexactinella och familjen Tretodictyidae.
Artens utbredningsområde är havet kring Indonesien. Inga underarter finns listade i Catalogue of Life.